# James Murphy
James Franklin Murphy  (født 30. juli 1967 i Portsmouth, Virginia, USA) er en amerikansk guitarist. Han er bedst kendt for sit tidligere arbejde med bandene Obituary, Death og Testament. Han har udover dem bidraget til et hav af andre grupper såvel som at udgive sit eget materiale. I 2001 fik han en hjernesvulst, som han dog har kommet sig over siden hen. Han har også i flere sammenhænge optrådt som producer blandt andet for World Under Blood, det industrielle dødsmetal band Dååths album The Hinderers og Lazarus A.D.s debut album The Onslaught
Udover at spille guitar driver Murphy et indspilningsstudie ved navn SafeHouse Production, hvor han mikser og producerer albums for andre bands. Han har også bidraget med guitarlektioner til Guitar Player magazine